# Michael Dieterich
Michael Dieterich (* 13. Januar 1942 in Stuttgart) ist ein deutscher Erziehungswissenschaftler. Er ist Professor für Erziehungswissenschaft, Sozialpädagogik und Psychotherapie.

## Leben und Wirken
Michael Dieterich, Sohn von Margarete Dieterich, geborene Krebser, und des kaufmännischen Angestellten Karl Dieterich, studierte nach einer von 1958 bis 1961 absolvierten Lehre als Werkzeugmacher von 1962 bis 1965 an der Fachhochschule Esslingen Feinwerktechnik (Ing. grad. bzw. Dipl.-Ing. FH) und von 1965 bis 1966 an der Berufspädagogischen Hochschule Stuttgart für das Lehramt an gewerblichen Schulen. Im Jahr 1966 heiratete er Hilde Luise Schweikert. Aus der Ehe gingen die Kinder Eva Maria, Jörg und Rebekka Dieterich hervor. Von 1969 bis 1972 studierte er an der Universität Hohenheim Physik und Chemie für das Höhere Lehramt. Nach Lehrtätigkeit an Berufsschulen (von 1966 bis 1976) und Gymnasien studierte er von 1973 bis 1977 an der Universität Stuttgart weiter zum M.A. in Pädagogik/Berufspädagogik. 1976 bis 1980 war er Assistent an der Universität Stuttgart. Von 1977 bis 1980 wurde er dort in Berufspädagogik und Psychologie zum Dr. phil. promoviert. In seiner Dissertation entwickelte er einen Test Handwerklich-motorischen Eignungstest (genannt HAMET) zur Messung und Förderung der Berufsreife, der heute international verbreitet ist. Eine weitere Testentwicklung Dieterichs ist der Persönlichkeitsstrukturtest PST-R.
Nach seiner Assistenzzeit an der Universität Stuttgart lehrte Dieterich von 1980 bis 1982 als Fachleiter und Studiendirektor für Psychologie am Studienseminar Stuttgart, von 1982 bis 1995 als Professor für Erziehungswissenschaften (Berufliche Rehabilitation) an der Universität Hamburg und wohnte in Kernen im Remstal.
Dieterich ist evangelisch. Nach einer Erweiterung der Lehrbefähigung für das Fach Psychotherapie und Lehrtätigkeit an der Theologischen Hochschule Friedensau war er Professor an der Gustav-Siewerth-Akademie in Weilheim-Bierbronnen sowie wissenschaftlicher Leiter und Direktor des Hochschulinstituts für Psychologie und Seelsorge (IPS) in Freudenstadt.
Seit 2007 ist er Professor für Psychologie und Dekan im Masterstudiengang Beratungspsychologie am ETS Freudenstadt gemeinsam mit der Lee University in Cleveland (Tennessee) in den USA.
Seine Spezialgebiete sind die Persönlichkeitsdiagnostik und Förderdiagnostik, die Allgemeine Psychotherapie und Seelsorge (APS), berufliche Rehabilitation und Unternehmensberatung mit dem Schwerpunkt der Persönlichkeitsentwicklung. Er leitet vor diesem Hintergrund das Institut für praktische Psychologie und Beratung (IPP).
Im privaten Bereich hat er gemeinsam mit seiner Ehefrau Hilde Dieterich 1987 die Deutsche Gesellschaft für Biblisch-Therapeutische Seelsorge aufgebaut, die er 15 Jahre lang geleitet hat und für die er als wissenschaftlicher Leiter tätig ist. 2001 ging diese in die BTS-Fachgesellschaft für Psychologie und Seelsorge über. Dort wurden über 15.000 Lebens- und Sozialberater ausgebildet.
Er ist Autor von über 150 wissenschaftlichen Veröffentlichungen sowie vieler Zeitschriftenartikel und Bücher über seelsorgerliche Themen. Zudem hält er zu pädagogischen und psychologischen Fragen Vorträge in Kirchen und Gemeinschaften.
Im Jahr 1979 erhielt er den „Preis der Freunde der Universität Stuttgart“ für besondere wissenschaftliche Leistungen, 1982 den „Nürnberger Trichter“ der Bundesanstalt für Arbeit.

## Veröffentlichungen (Auswahl)
- Berufsausbildung lernbehinderter Jugendlicher. 1978.
- Diagnostik und Förderung motorischer Fähigkeiten als Elemente der Berufsreife. 1980.
- Vorbereitung auf den Beruf. 1982.
- Geschicklichkeitserprobung mit MTM. 1983.
- Zum Denken unserer Zeit. 1983.
- Förderdiagnostik für Behinderte. 1984.
- Psychologie contra Seelsorge? 1984.
- Wir brauchen Entspannung. Stress, Verspannungen, Schlafstörungen – und was man dagegen tun kann. Brunnen, Gießen 1988; 6. Auflage 1997, ISBN 3-7655-2380-1.
- Handbuch Psychologie & Seelsorge. R. Brockhaus, Wuppertal 1989, ISBN 978-3-417-24607-0; 6. Auflage 2000.
- Depressionen. Hilfen aus biblischer und psychotherapeutischer Sicht. Brunnen, Gießen 1986; 5., überarbeitete Auflage 1991, ISBN 3-7655-2377-1.
- als Hrsg. mit Jörg Dieterich: Wörterbuch Psychologie & Seelsorge. R. Brockhaus Verlag, Wuppertal 1996, ISBN 978-3-417-24658-2.
- Persönlichkeitsdiagnostik. Theorie und Praxis in ganzheitlicher Sicht. Brockhaus-Verlag, Wuppertal/Zürich 1997, ISBN 3-417-26961-X.
- als Hrsg. mit Hansjörg Hemminger, Thomas Pola und anderen: Seelsorge und Homosexualität – Versuch einer Standortbestimmung. Brockhaus-Verlag, Wuppertal 1997, ISBN 3417269628.
- Einführung in die Allgemeine Psychotherapie und Seelsorge. Brockhaus-Verlag, Wuppertal 2001, ISBN 3-417-24702-0.
- Der Persönlichkeitsstrukturtest PST-R – Ein förderdiagnostisches Konzept zur Beratung und Therapie.  2. Auflage. IPP Institut für Praktische Psychologie, Freudenstadt 2003.
- mit M. Goll, Gerhard Pfeiffer, J. Tress, F. Schweiger und F. Hartmann: HAMET 2. Handlungsorientierte Module zur Erfassung und Förderung beruflicher Kompetenzen. Testzentrale des BDP (Hogrefe), 2003.
- mit Jörg Dieterich: Die Persönlichkeit von Lehrern und mögliche Auswirkungen auf die Unterrichtsgestaltung. In: Bildungsforschung. Band 4, 2007, Nr. 2.
- Seelsorge kompakt. SCM R.Brockhaus, Witten 2009, ISBN 978-3-417-24946-0.
- Wie sich Menschen ändern – und was wir dazu beitragen können. SCM R. Brockhaus Verlag, 2009, ISBN 978-3-417-26294-0.
- Wer bin ich? Wer sind die anderen? Selbst- und Fremdwahrnehmung. IPS Institut für Psychologie und Seelsorge (= Band 15 aus der Reihe Hochschulschriften), Freudenstadt 2006; SCM Brockhaus Verlag, Witten 2010, ISBN 978-3-417-26328-2.